# Nights: Journey of Dreams
Nights: Journey of Dreams (NiGHTS ～星降る夜の物語～, NiGHTS: Hoshi Furu Yoru no Monogatari), stylisé NiGHTS: Journey of Dreams, est un jeu vidéo d'action sorti en 2007 sur Wii. Le jeu est développé par Sonic Team et édité par Sega.
Il s'agit de la suite de Nights into Dreams, sorti sur Saturn en 1996.